# Toetsingsarrest
Het Toetsingsarrest is een arrest van de Hoge Raad der Nederlanden, waarin de Hoge Raad bepaalde dat verordeningen van de Duitse bezetter kracht van wet hadden en dat het de rechter daarom niet was toegestaan ze te toetsen aan de Nederlandse Grondwet en internationaal recht, waaronder het Landoorlogreglement van 1907.

## Casus
Een man wordt vanwege een economisch delict (kopen van varkensvlees zonder geldige bonnen) door de economische strafrechter van de rechtbank te Den Haag veroordeeld. Het oordeel hield in hoger beroep stand. De raadsman van de verdachte, de advocaat mr. P. Groeneboom, betoogde in zijn pleidooi voor de Hoge Raad op 27 oktober 1941 dat de rechter de bevoegdheid had verordeningen van de bezetter te toetsen aan het Landoorlogreglement, een decreet van de Führer en de eerste verordening van de rijkscommissaris.

## Rechtsvraag
Is de Nederlandse rechter bevoegd om regelgeving van de Duitse bezetter te toetsen aan internationaal recht? (Nee) 

## Procesgang
De Hoge Raad volgde echter de conclusie van advocaat-generaal Adriaan Rombach en overwoog:

(...) dat mitsdien de uitvaardiging van het Besluit van den Secretaris-Generaal van het Departement van Justitie met betrekking tot de berechting van strafzaken, rakende het economische leven, afgekondigd in het Verordeningenblad voor het bezette Nederlandsche gebied (No. 71/1941), als een door de bezettende macht genomen maatregel van wetgevenden aard is te beschouwen en aan een zoodanig kracht van wet hebbend voorschrift onder de huidige omstandigheden het karakter van wet in den zin der Nederlandsche wetgeving niet kan worden ontzegd;
dat de Hooge Raad dan ook wanneer in cassatie wordt geklaagd over schending of verkeerde toepassing van zoodanig voorschrift, zulk een klacht pleegt te beschouwen als een klacht wegens schending of verkeerde toepassing der wet als bedoeld bij artikel 99 1e lid sub 2 der wet op de Rechterlijke Organisatie, en van die klacht kennis neemt;
dat echter de Nederlandsche rechter de innerlijke waarde of billijkheid eener wet niet mag beoordeelen en een wet niet mag toetsen aan een verdrag, zooals dat waarvan het Landoorlogreglement 1907 deel uitmaakt, en evenmin aan een voorschrift als het hiervoren genoemde Decreet van den Führer (...).

## Nalatenschap
Het arrest kende daarmee aan de Duitse bezetter een wetgevende macht toe en alle bezettingsmaatregelen werden tot Nederlands recht bestempeld. Naar deze opvattingen hadden dus álle Duitse verordeningen en álle besluiten van de secretarissen-generaal kracht van wet en dienden derhalve nageleefd te worden; ook die verordeningen, die betrekking hadden op het civiele standrecht, sabotagehandelingen, het luisteren naar niet-Duitse radiozenders, de invoering van de vrederechtspraak en niet te vergeten de Jodenvervolging.
Met de ontkenning door de Hoge Raad van de mogelijkheid om de regels die uitgevaardigd worden door de nationaalsocialistische overheerser te toetsen, sloot Nederland aan bij wat toentertijd ook in Duitsland en Italië de regel was. Hitler had op basis van twee noodmaatregelen de bevoegdheid onaantastbare wetten uit te vaardigen en de rechterlijke macht erkende haar eigen onbevoegdheid om "politieke" maatregelen te toetsen, waarbij "politiek" datgene was wat de politieke instanties als politiek beschouwen. Op soortgelijke wijze erkende in Italië het Hof van Cassatie de vrije verordenende bevoegdheid van Mussolini en de onbevoegdheid van de rechter om die te controleren.
De Hoge Raad verdedigde deze uitspraak naderhand door te stellen dat de Duitsers toetsing nooit zouden accepteren en mogelijk vergaand zouden hebben ingegrepen in de rechterlijke macht, waardoor de rechtsbescherming van de burgers nog verder achteruit zou zijn gegaan. Raadsheer Nicolaas van den Dries (die zelf niet betrokken was geweest bij het arrest) schreef in 1945, net na de bevrijding, een uitgebreide brochure waarin hij het beleid van de Hoge Raad verdedigde tegen de kritiek van verschillende kanten. Ook vanuit zijn collega-raadsheren in de Hoge Raad kwam (interne) kritiek; met name Jan Donner uitte kritiek op de concept-brochure, hoewel ook hij uiteindelijk het Toetsingsarrest verdedigde. Het kwam Van den Dries op veel kritiek te staan en kostte hem waarschijnlijk de positie van president waar hij (volgens de toen gebruikelijke anciënniteitsregel) de eerste in lijn voor was; in zijn plaats werd echter raadsheer en oud-minister Jan Donner benoemd tot president.
Ook na de oorlog is dit arrest als verdediging gehanteerd. Een in 1943 overleden notaris had in 1942 en 1943 de akten van verkoop van 49 panden gepasseerd, afkomstig uit Joods bezit (die dus door de bezetter waren geroofd). Hij werd postuum vervolgd. Als verweer werd conform het Toetsingsarrest aangevoerd "dat aan een door de bezettingsmacht genomen maatregel van wetgevende aard onder de huidige omstandigheden het karakter van wet in de zin der Nederlandse wetgeving niet kan worden ontzegd". Deze opvatting werd ook door de Broederschap van Notarissen gedeeld (die overigens een bijzonder fonds had gesticht waarin alle honoraria van dergelijke transacties (ook die van de beklaagde notaris) waren gestort). De beschuldiging werd vervallen verklaard.